# Battle of Britain (jeu vidéo, 1999)
Pour les articles homonymes, voir Battle of Britain (homonymie).
Battle of Britain est un jeu vidéo de type wargame développé par Gary Grigsby et  Keith Brors et publié par  TalonSoft en 1999 sur PC. Le jeu se déroule pendant la Seconde Guerre mondiale et retrace la bataille d’Angleterre. Le joueur peut y commander, au tour par tour, les Allemands ou les Anglais. S'il contrôle les Britanniques, son objectif est de défendre le pays contre les bombardements mais aussi de préserver ses escadrons de la Royal Air Force. S’il contrôle les Allemands, il doit gérer ses campagnes de bombardement de l’Angleterre et tenter d’affaiblir la Royal Air Force.

## Accueil
| Battle of Britain |      |       |
| Média             | Nat. | Notes |
| Cyber Stratège    | FR   | 4/5   |
| Eurogamer         | US   | 7/10  |
| GameSpot          | US   | 77%   |
| Jeuxvideo.com     | FR   | 12/20 |
| PC Jeux           | FR   | 70%   |